# Дж. Б. Гатто
Дж. Б. Га́тто (англ. J. B. Hutto), повне ім'я Джо́зеф Бе́нджамін Га́тто (англ. Joseph Benjamin Hutto; 26 квітня 1926, Блеквілл, Південна Кароліна — 12 червня 1983, Гарві, Іллінойс) — американський блюзовий гітарист і співак, відомий грою на слайд-гітарі.

## Біографія
У 1986 році був включений до Зали слави блюзу.

## Дискографія

### Альбоми
- Chicago/The Blues/Today!, Vol. 1 (Vanguard, 1966)
- Masters of Modern Blues Volume 2 (Testament, 1966)
- Hawk Squat (Delmark, 1969); з Саннілендом Слімом
- Slidewinder (Delmark, 1974)
- Blues for Fonessa (Amigo Musik, 1976)
- Live Volume One (Charly, 1977)
- Bluesmaster (JSP, 1985)
- J.B. Hutto and the Houserockers Live 1977 (Wolf, 1991)